# Tiantangshan Shuiku
Tiantangshan Shuiku (kinesiska: 天堂山水库) är en reservoar i Kina. Den ligger i provinsen Guangdong, i den södra delen av landet, omkring 120 kilometer nordost om provinshuvudstaden Guangzhou. Tiantangshan Shuiku ligger 161 meter över havet. I omgivningarna runt Tiantangshan Shuiku växer i huvudsak städsegrön lövskog.
Genomsnittlig årsnederbörd är 2 376 millimeter. Den regnigaste månaden är maj, med i genomsnitt 546 mm nederbörd, och den torraste är oktober, med 19 mm nederbörd.